# British Academy Film Award/Beste Regie

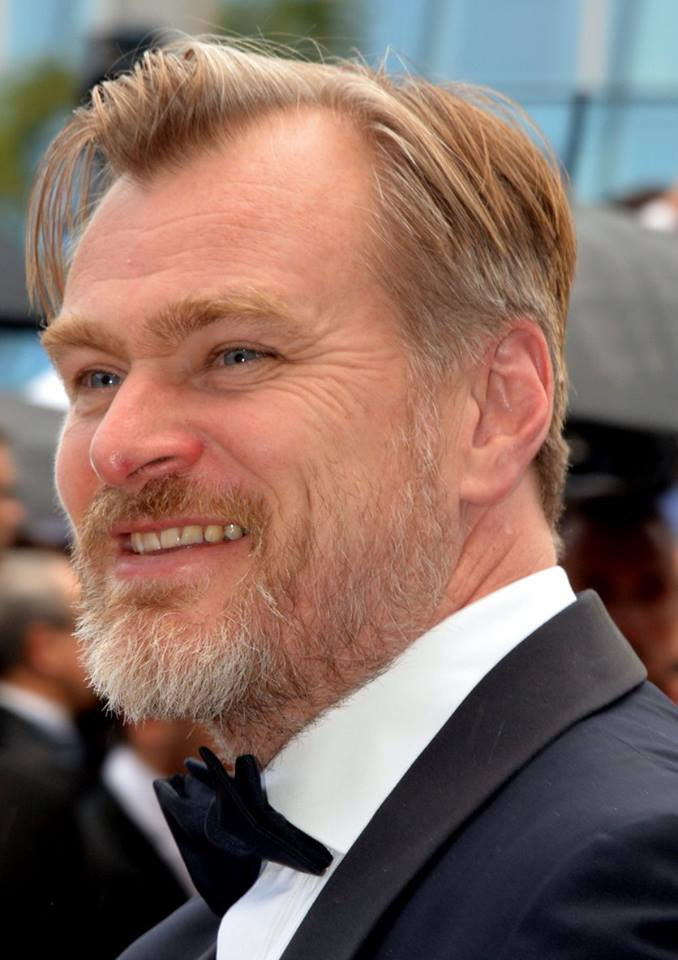
Preisträger 2024: Christopher Nolan (Oppenheimer)

Hier aufgelistet: Gewinner und Nominierte in der Kategorie Beste Regie (Best Director, auch David Lean Award for achievement in Direction) bei den British Academy Film Award (BAFTA Awards), die nach Umstrukturierung der Preisverleihung im Jahr 1968 eingeführt wurde. Ausgezeichnet werden die herausragendsten Regieleistungen des vergangenen Kalenderjahres, wobei die Anzahl der Nominierungen im Jahr 2000 von vier auf fünf erhöht wurde. 1991 wurde die Kategorie zu Ehren des verstorbenen britischen Filmregisseurs David Lean in „David Lean Award for achievement in Direction“ umbenannt.
Doppelnominierungen für verschiedene Filmproduktionen erreichte im Jahr 2001 der US-Amerikaner Steven Soderbergh (Erin Brockovich und Traffic – Macht des Kartells), während sich als bisher einzige deutschsprachiger Regisseur 1985 Wim Wenders (Paris, Texas) und 2023 Edward Berger (Im Westen nichts Neues) in die Siegerliste eintragen konnte. Ihm folgten 2005 und 2008 Marc Forster und Florian Henckel von Donnersmarck, die für die Hollywood-Produktion Wenn Träume fliegen lernen beziehungsweise das Oscar-prämierte deutschsprachige Drama Das Leben der Anderen Nominierungen erhielten. 2013 erhielt der Österreicher Michael Haneke eine Nominierung für das französischsprachige Drama Liebe.
21 Mal stimmte der Gewinner mit dem späteren Oscar-Preisträger überein, zuletzt 2022 geschehen mit dem Sieg von Jane Campion (The Power of the Dog). Die US-Amerikanerin Kathryn Bigelow (Tödliches Kommando – The Hurt Locker) sicherte sich 2010 als erste Filmemacherin den Preis unter anderem gegen die Dänin Lone Scherfig (An Education). Nach Zhao war 2022 die Neuseeländerin Jane Campion (The Power of the Dog) erfolgreich. Sie hatte sich 1994 als erste Regisseurin überhaupt für Das Piano in die Nominiertenliste einreihen können.
| Statistik                          | Name             | Anzahl | Jahr                                                        |
| ---------------------------------- | ---------------- | ------ | ----------------------------------------------------------- |
| Häufigste Auszeichnungen           | Woody Allen      | 2      | 1978, 1987                                                  |
| Häufigste Auszeichnungen           | Alfonso Cuarón   | 2      | 2014, 2019                                                  |
| Häufigste Auszeichnungen           | Ang Lee          | 2      | 2001, 2006                                                  |
| Häufigste Auszeichnungen           | Louis Malle      | 2      | 1982, 1989                                                  |
| Häufigste Auszeichnungen           | Alan Parker      | 2      | 1979, 1992                                                  |
| Häufigste Auszeichnungen           | Roman Polański   | 2      | 1975, 2003                                                  |
| Häufigste Auszeichnungen           | John Schlesinger | 2      | 1970, 1972                                                  |
| Häufigste Auszeichnungen           | Peter Weir       | 2      | 1999, 2004                                                  |
| Häufigste Nominierungen (* = Sieg) | Martin Scorsese  | 10     | 1976, 1977, 1984, 1991*, 2003, 2005, 2007, 2012, 2014, 2020 |
| Häufigste Nominierungen ohne Sieg  | James Ivory      | 4      | 1984, 1987, 1993, 1994                                      |

Die unten aufgeführten Filme werden mit ihrem deutschen Verleihtitel (sofern ermittelbar) angegeben, danach folgt in Klammern in kursiver Schrift der fremdsprachige Originaltitel. Die Nennung des Originaltitels entfällt, wenn deutscher und fremdsprachiger Filmtitel identisch sind. Die Gewinner stehen hervorgehoben an erster Stelle.

## 1960er-Jahre
1969
Mike Nichols – Die Reifeprüfung (The Graduate)
- Lindsay Anderson – If…
- Carol Reed – Oliver (Oliver!)
- Franco Zeffirelli – Romeo und Julia (Romeo and Juliet!)

## 1970er-Jahre
1970
John Schlesinger – Asphalt-Cowboy (Midnight Cowboy)
- Richard Attenborough – Oh! What a Lovely War
- Ken Russell – Liebende Frauen (Women in Love)
- Peter Yates – Bullitt

1971
George Roy Hill – Zwei Banditen (Butch Cassidy and the Sundance Kid)
- Robert Altman – MASH
- David Lean – Ryans Tochter (Ryan's Daughter)
- Ken Loach – Kes

1972
John Schlesinger – Sunday, Bloody Sunday (Sunday Bloody Sunday)
- Miloš Forman – Taking Off
- Joseph Losey – Der Mittler (The Go-Between)
- Luchino Visconti – Tod in Venedig (Death in Venice)

1973
Bob Fosse – Cabaret
- Peter Bogdanovich – Die letzte Vorstellung (The Last Picture Show)
- William Friedkin – French Connection – Brennpunkt Brooklyn (French Connection)
- Stanley Kubrick – Uhrwerk Orange (A Clockwork Orange)

1974
François Truffaut – Die amerikanische Nacht (La nuit américaine)
- Luis Buñuel – Der diskrete Charme der Bourgeoisie (Le Charme discret de la bourgeoisie)
- Nicolas Roeg – Wenn die Gondeln Trauer tragen (Don't Look Now)
- Fred Zinnemann – Der Schakal (The Day of the Jackal)

1975
Roman Polański – Chinatown
- Francis Ford Coppola – Der Dialog (The Conversation)
- Sidney Lumet – Mord im Orient-Expreß (Murder on the Orient Express) und Serpico
- Louis Malle – Lacombe, Lucien (Lacombe Lucien)

1976
Stanley Kubrick – Barry Lyndon
- Sidney Lumet – Hundstage (Dog Day Afternoon)
- Martin Scorsese – Alice lebt hier nicht mehr (Alice Doesn't Live Here Anymore)
- Steven Spielberg – Der weiße Hai (Jaws)

1977
Miloš Forman – Einer flog über das Kuckucksnest (One Flew Over the Cuckoo's Nest)
- Alan J. Pakula – Die Unbestechlichen (All the President's Men)
- Alan Parker – Bugsy Malone
- Martin Scorsese – Taxi Driver

1978
Woody Allen – Der Stadtneurotiker (Annie Hall)
- Richard Attenborough – Die Brücke von Arnheim (A Bridge Too Far)
- John G. Avildsen – Rocky
- Sidney Lumet – Network

1979
Alan Parker – 12 Uhr nachts – Midnight Express (Midnight Express)
- Robert Altman – Eine Hochzeit (A Wedding)
- Steven Spielberg – Unheimliche Begegnung der dritten Art (Close Encounters of the Third Kind)
- Fred Zinnemann – Julia

## 1980er-Jahre
1980
Francis Ford Coppola – Apocalypse Now
- Woody Allen – Manhattan
- Michael Cimino – Die durch die Hölle gehen (The Deer Hunter)
- John Schlesinger – Yanks – Gestern waren wir noch Fremde (Yanks)

1981
Akira Kurosawa – Kagemusha – Der Schatten des Kriegers (影武者)
- Robert Benton – Kramer gegen Kramer (Kramer vs. Kramer)
- David Lynch – Der Elefantenmensch (The Elephant Man)
- Alan Parker – Fame – Der Weg zum Ruhm (Fame)

1982
Louis Malle – Atlantic City, USA (Atlantic City)
- Bill Forsyth – Gregory’s Girl
- Hugh Hudson – Die Stunde des Siegers (Chariots of Fire)
- Karel Reisz – Die Geliebte des französischen Leutnants (The French Lieutenant's Woman)

1983
Richard Attenborough – Gandhi
- Constantin Costa-Gavras – Vermißt (Missing)
- Steven Spielberg – E. T. – Der Außerirdische (E.T.: The Extra-Terrestrial)
- Mark Rydell – Am goldenen See (On Golden Pond)

1984
Bill Forsyth – Local Hero
- James Ivory – Hitze und Staub (Heat and Dust)
- Sydney Pollack – Tootsie
- Martin Scorsese – The King of Comedy

1985
Wim Wenders – Paris, Texas
- Roland Joffé – The Killing Fields – Schreiendes Land (The Killing Fields)
- Sergio Leone – Es war einmal in Amerika (Once Upon a Time in America)
- Peter Yates – Ein ungleiches Paar (The Dresser)

1986
Preis nicht vergeben

1987
Woody Allen – Hannah und ihre Schwestern (Hannah and Her Sisters)
- James Ivory – Zimmer mit Aussicht (A Room with a View)
- Roland Joffé – Mission (The Mission)
- Neil Jordan – Mona Lisa

1988
Oliver Stone – Platoon
- Richard Attenborough – Schrei nach Freiheit (Cry Freedom)
- Claude Berri – Jean Florette (Jean de Florette)
- John Boorman – Hope and Glory

1989
Louis Malle – Auf Wiedersehen, Kinder (Au revoir, les enfants)
- Gabriel Axel – Babettes Fest (Babettes gæstebud)
- Bernardo Bertolucci – Der letzte Kaiser (The Last Emperor)
- Charles Crichton – Ein Fisch namens Wanda (A Fish Called Wanda)

## 1990er-Jahre
1990
Kenneth Branagh – Henry V. (Henry V)
- Stephen Frears – Gefährliche Liebschaften (Dangerous Liaisons)
- Alan Parker – Mississippi Burning – Die Wurzel des Hasses (Mississippi Burning)
- Peter Weir – Der Club der toten Dichter (Dead Poets Society)

1991
Martin Scorsese – GoodFellas – Drei Jahrzehnte in der Mafia (Goodfellas)
- Woody Allen – Verbrechen und andere Kleinigkeiten (Crimes and Misdemeanors)
- Bruce Beresford – Miss Daisy und ihr Chauffeur (Driving Miss Daisy)
- Giuseppe Tornatore – Cinema Paradiso (Nuovo cinema Paradiso)

1992
Alan Parker – Die Commitments (The Commitments)
- Kevin Costner – Der mit dem Wolf tanzt (Dances with Wolves)
- Jonathan Demme – Das Schweigen der Lämmer (The Silence of the Lambs)
- Ridley Scott – Thelma & Louise

1993
Robert Altman – The Player
- Clint Eastwood – Erbarmungslos (Unforgiven)
- James Ivory – Wiedersehen in Howards End (Howards End)
- Neil Jordan – The Crying Game

1994
Steven Spielberg – Schindlers Liste (Schindler's List)
- Richard Attenborough – Shadowlands
- Jane Campion – Das Piano (The Piano)
- James Ivory – Was vom Tage übrig blieb (The Remains of the Day)

1995
Mike Newell – Vier Hochzeiten und ein Todesfall (Four Weddings and a Funeral)
- Krzysztof Kieślowski – Drei Farben: Rot (Trois couleurs: Rouge)
- Quentin Tarantino – Pulp Fiction
- Robert Zemeckis – Forrest Gump

1996
Michael Radford – Der Postmann (Il Postino)
- Mel Gibson – Braveheart
- Nicholas Hytner – King George – Ein Königreich für mehr Verstand (The Madness of King George)
- Ang Lee – Sinn und Sinnlichkeit (Sense and Sensibility)

1997
Joel Coen – Fargo
- Scott Hicks – Shine
- Mike Leigh – Lügen und Geheimnisse (Secrets & Lies)
- Anthony Minghella – Der englische Patient (The English Patient)

1998
Baz Luhrmann – William Shakespeares Romeo & Julia (Romeo + Juliet)
- James Cameron – Titanic
- Peter Cattaneo – Ganz oder gar nicht (The Full Monty)
- Curtis Hanson – L.A. Confidential

1999
Peter Weir – Die Truman Show (The Truman Show)
- Shekhar Kapur – Elizabeth
- John Madden – Shakespeare in Love
- Steven Spielberg – Der Soldat James Ryan (Saving Private Ryan)

## 2000er-Jahre
2000
Pedro Almodóvar – Alles über meine Mutter (Todo sobre mi madre)
- Neil Jordan – Das Ende einer Affäre (The End of the Affair)
- Sam Mendes – American Beauty
- Anthony Minghella – Der talentierte Mr. Ripley (The Talented Mr. Ripley)
- M. Night Shyamalan – The Sixth Sense – Der Sechste Sinn (The Sixth Sense)

2001
Ang Lee – Tiger & Dragon (臥虎藏龍)
- Stephen Daldry – Billy Elliot – I Will Dance (Billy Elliot)
- Steven Soderbergh – Erin Brockovich
- Steven Soderbergh – Traffic – Macht des Kartells (Traffic)
- Ridley Scott – Gladiator

2002
Peter Jackson – Der Herr der Ringe – Die Gefährten (The Lord of the Rings: The Fellowship of the Ring)
- Robert Altman – Gosford Park
- Ron Howard – A Beautiful Mind – Genie und Wahnsinn (A Beautiful Mind)
- Jean-Pierre Jeunet – Die fabelhafte Welt der Amélie (Le fabuleux destin d'Amélie Poulain)
- Baz Luhrmann – Moulin Rouge!

2003
Roman Polański – Der Pianist (The Pianist)
- Stephen Daldry – The Hours – Von Ewigkeit zu Ewigkeit (The Hours)
- Peter Jackson – Der Herr der Ringe – Die zwei Türme (The Lord of the Rings: The Two Towers)
- Rob Marshall – Chicago
- Martin Scorsese – Gangs of New York

2004
Peter Weir – Master and Commander – Bis ans Ende der Welt (Master and Commander: The Far Side of the World)
- Tim Burton – Big Fish
- Sofia Coppola – Lost in Translation
- Peter Jackson – Der Herr der Ringe – Die Rückkehr des Königs (The Lord of the Rings: The Return of the King)
- Anthony Minghella – Unterwegs nach Cold Mountain (Cold Mountain)

2005
Mike Leigh – Vera Drake
- Marc Forster – Wenn Träume fliegen lernen (Finding Neverland)
- Michel Gondry – Vergiss mein nicht! (Eternal Sunshine of the Spotless Mind)
- Michael Mann – Collateral
- Martin Scorsese – Aviator (The Aviator)

2006
Ang Lee – Brokeback Mountain
- George Clooney – Good Night, and Good Luck
- Paul Haggis – L.A. Crash (Crash)
- Fernando Meirelles – Der ewige Gärtner (The Constant Gardener)
- Bennett Miller – Capote

2007
Paul Greengrass – Flug 93 (United 93)
- Jonathan Dayton und Valerie Faris – Little Miss Sunshine
- Stephen Frears – Die Queen (The Queen)
- Alejandro González Iñárritu – Babel
- Martin Scorsese – Departed – Unter Feinden (The Departed)

2008
Ethan und Joel Coen – No Country for Old Men
- Paul Thomas Anderson – There Will Be Blood
- Paul Greengrass – Das Bourne Ultimatum (The Bourne Ultimatum)
- Florian Henckel von Donnersmarck – Das Leben der Anderen
- Joe Wright – Abbitte (Atonement)

2009
Danny Boyle – Slumdog Millionär (Slumdog Millionaire)
- Stephen Daldry – Der Vorleser (The Reader)
- Clint Eastwood – Der fremde Sohn (Changeling)
- David Fincher – Der seltsame Fall des Benjamin Button (The Curious Case of Benjamin Button)
- Ron Howard – Frost/Nixon

## 2010er-Jahre
2010
Kathryn Bigelow – Tödliches Kommando – The Hurt Locker (The Hurt Locker)
- James Cameron – Avatar – Aufbruch nach Pandora (Avatar)
- Neill Blomkamp – District 9
- Lone Scherfig – An Education
- Quentin Tarantino – Inglourious Basterds

2011
David Fincher – The Social Network
- Darren Aronofsky – Black Swan
- Danny Boyle – 127 Hours
- Tom Hooper – The King’s Speech
- Christopher Nolan – Inception

2012
Michel Hazanavicius – The Artist
- Tomas Alfredson – Dame, König, As, Spion (Tinker Tailor Soldier Spy)
- Lynne Ramsay – We Need to Talk About Kevin
- Nicolas Winding Refn – Drive
- Martin Scorsese – Hugo Cabret (Hugo)

2013
Ben Affleck – Argo
- Kathryn Bigelow – Zero Dark Thirty
- Michael Haneke – Liebe (Amour)
- Ang Lee – Life of Pi: Schiffbruch mit Tiger (Life of Pi)
- Quentin Tarantino – Django Unchained

2014
Alfonso Cuarón – Gravity
- Paul Greengrass – Captain Phillips
- David O. Russell – American Hustle
- Steve McQueen – 12 Years a Slave
- Martin Scorsese – The Wolf of Wall Street

2015
Richard Linklater – Boyhood
- Wes Anderson – Grand Budapest Hotel (The Grand Budapest Hotel)
- Damien Chazelle – Whiplash
- Alejandro González Iñárritu – Birdman oder (Die unverhoffte Macht der Ahnungslosigkeit) (Birdman or (The Unexpected Virtue of Ignorance))
- James Marsh – Die Entdeckung der Unendlichkeit (The Theory of Everything)

2016
Alejandro González Iñárritu – The Revenant – Der Rückkehrer (The Revenant)
- Todd Haynes – Carol
- Adam McKay – The Big Short
- Ridley Scott – Der Marsianer – Rettet Mark Watney (The Martian)
- Steven Spielberg – Bridge of Spies – Der Unterhändler (Bridge of Spies)

2017
Damien Chazelle – La La Land
- Tom Ford – Nocturnal Animals
- Ken Loach – Ich, Daniel Blake (I, Daniel Blake)
- Kenneth Lonergan – Manchester by the Sea
- Denis Villeneuve – Arrival

2018
Guillermo del Toro – Shape of Water – Das Flüstern des Wassers (The Shape of Water)
- Luca Guadagnino – Call Me by Your Name
- Christopher Nolan – Dunkirk
- Martin McDonagh – Three Billboards Outside Ebbing, Missouri
- Denis Villeneuve – Blade Runner 2049

2019
Alfonso Cuarón – Roma
- Bradley Cooper – A Star Is Born
- Giorgos Lanthimos – The Favourite – Intrigen und Irrsinn (The Favourite)
- Spike Lee – BlacKkKlansman
- Paweł Pawlikowski – Cold War – Der Breitengrad der Liebe (Zimna wojna)

## 2020er-Jahre
2020
Sam Mendes – 1917
- Bong Joon-ho – Parasite
- Todd Phillips – Joker
- Martin Scorsese – The Irishman
- Quentin Tarantino – Once Upon a Time in Hollywood

2021
Chloé Zhao – Nomadland
- Lee Isaac Chung – Minari – Wo wir Wurzeln schlagen (Minari)
- Sarah Gavron – Rocks
- Shannon Murphy – Milla Meets Moses (Babyteeth)
- Thomas Vinterberg – Der Rausch (Druk)
- Jasmila Žbanić – Quo Vadis, Aida?

2022
Jane Campion – The Power of the Dog
- Paul Thomas Anderson – Licorice Pizza
- Audrey Diwan – Das Ereignis (L’événement)
- Julia Ducournau – Titane
- Ryūsuke Hamaguchi – Drive My Car (ドライブ・マイ・カー / Doraibu mai kā)
- Aleem Khan – After Love

2023
Edward Berger – Im Westen nichts Neues
- Todd Field – Tár
- Daniel Kwan, Daniel Scheinert – Everything Everywhere All at Once
- Martin McDonagh – The Banshees of Inisherin
- Park Chan-wook – Die Frau im Nebel
- Gina Prince-Bythewood – The Woman King

2024
Christopher Nolan – Oppenheimer
- Andrew Haigh – All of Us Strangers
- Justine Triet – Anatomie eines Falls
- Alexander Payne – The Holdovers
- Bradley Cooper – Maestro
- Jonathan Glazer – The Zone of Interest

2025
Brady Corbet – Der Brutalist (The Brutalist)
- Jacques Audiard – Emilia Pérez
- Sean Baker – Anora
- Edward Berger – Konklave (Conclave)
- Coralie Fargeat – The Substance
- Denis Villeneuve – Dune: Part Two